# La Sorcière dormante
La Sorcière dormante (titre original : The Sleeping Sorceress ou The Vanishing Tower) est un roman d’heroic fantasy de Michael Moorcock publié en 1971 sous le titre The Sleeping Sorceress, puis réédité en 1977 sous le titre The Vanishing Tower. Il met en scène les aventures d'Elric de Melniboné, une incarnation du Champion éternel, et constitue le cinquième tome du Cycle d'Elric dans sa traduction française.

## Résumé
Il comporte trois parties :
- Le Tourment du dernier seigneur (The Torment of the Last Lord)
- Piège pour un prince pâle (To Snare the Pale Prince)
- Trois héros pour un seul dessein (Three heroes With a Single Aim)

## Éditions françaises
- février 1984 chez Pocket (coll. « SF » n° 5176), traduction de Michel Demuth, couverture de Wojtek Siudmak  (ISBN 2-266-10251-6)
- 2006 chez Pocket (coll. « Fantasy » n° 5176), traduction de Michel Demuth, couverture de Marc Moreno  (ISBN 2-266-15935-6)